# Liste der Bischöfe von Bisceglie
Die folgenden Personen waren Bischöfe von Bisceglie (Italien):
- Heiliger Mauro
- Sergius (787)
- Mercurio (1059)
- Johannes I. (1063–1072)
- Demnello (1074)
- Mancusio
- Stafan (1099–1100)
- Amando (1153–1179)
- Reginald (1179–1182)
- Bisanzio (1182–1222)
- Nicola I. (1229)
- Berto (1237)
- Geronimo (1285)
- Leone (1292)
- Matteo (1298)
- Leonio (1303–1313)
- Giovanni II. (1314)
- Giacomo (1317)
- Nicola II. (1320)
- Bartolomeo Florius (1327)
- Martino Sambiasi (1348)
- Pirro (1350–1355)
- Simeone de Ragano (1365–1372)
- Domenico (1387–?)
- Nicola (1387–?)
- Giovanni III. (1388–1390)
- Giacomo Federici (1390–1391)
- Francesco Falconi (1396–?)
- Orlando di Ruggiero
- Nicolo Falconi (1413–1442)
- Giacomo Pietro da Gravina (1442–1476)
- Bernardino Barbiani (1476–1487)
- Martino Madio da Tramonti (1487–1507)
- Antonio Lupicino (1507–1524)
- Geronimo Sifola (1524–1565)
- Giovanni Andrea Signati (1565–1575)
- Leonardo Bonaccorsi (1575–1576)
- Giovanni B. Soriani (1576–1582)
- Nicola Secadenari (1583)
- Alessandro Cospi (1583–1609)
- Antonio Albergati (1609–1627)
- Nicola Bellolatto (1627–1636)
- Berardino Scala (1637–1643)
- Guglielmo Gaddi (1643–1652)
- Giuseppe Lomellini (1652–1657)
- Cesare Lancellotti (1658–1662)
- Giovanni B. Penna (1663–1664)
- Francesco Antonio Ricci (1664–1685)
- Giuseppe Crispini (1685–1690)
- Pompeo Sarnelli (1692–1724)
- Antonio Pacecco (1724–)
- Francesco Antonio Leonardi (1759–1762)
- Donato Antonio Giannelli (1762–1783)
- Salvatore Palica (1792–1800)

Fortsetzung unter Liste der Erzbischöfe von Trani